# Bartłomiej Kuchta
Bartłomiej Kuchta (ur. 10 stycznia 1971 w Chrzanowie) – polski tenisista i trener I klasy tenisa ziemnego PZT. Wielokrotny medalista mistrzostw Polski różnych klas wiekowych.

## Najważniejsze wyniki zawodnicze
Bartłomiej Kuchta w swojej karierze juniorskiej oraz zawodowej zanotował następujące wyniki:
- mistrzostwo Polski skrzatów w grze pojedynczej
- dwukrotne mistrzostwo Polski juniorów w grze podwójnej
- 3. miejsce mistrzostw Polski juniorów w grze pojedynczej
- w latach 1987–1989 – drużynowe mistrzostwo Polski juniorów
- w latach 1989–1992 – drużynowe mistrzostwo Polski
- 3. miejsce mistrzostw Polski w grze mieszanej
- w 2007 roku – mistrzostwo Polski w kategorii powyżej 35 lat
- w 2008 roku – 2. miejsce mistrzostw Polski trenerów w grze podwójnej